# 中华人民共和国外交部财务司
中华人民共和国外交部财务司（英語：Department of Finance of the Ministry of Foreign Affairs of the People's Republic of China），是中华人民共和国外交部直接领导的工作机关。

## 工作职能
外交部财务司主要按照国务院和外交部给其确定的工作范围，负责办理以下各项工作：
- 编制部门预决算，组织预算收入管理汇缴，拟订驻外外交机构财务制度，参与拟订国家外交外事财务制度；
- 审计、指导机关和直属单位及驻外外交机构财会业务；
- 管理外交部政府采购工作[2]。

## 历任司长
- 马崇仁（1999－2004）
- 屈生武（2004－2008）
- 胡建中（2008－2013）
- 李超（2013－2018）
- 胡银全（2018－2024.04）
- 林先江（2024.04－）